# Lysefjord-híd
A Lysefjord-híd közúti függőhíd, amely a Forsand községben lévő Lauvik települést köti össze a Oanes faluval, Rogaland megyében, Norvégiában. A hidat 1995-ben kezdték el építeni, és 1997-ben fejezték be. Az építkezés költsége mintegy 150 millió norvég koronába került. Leghosszabb nyílása pillérei közt 446 méter. A vasbetonból készült fő tartópillérei 102 méter magasak.

## Fordítás
Ez a szócikk részben vagy egészben  a   Lysefjord Bridge című angol Wikipédia-szócikk ezen változatának fordításán alapul.  Az eredeti cikk szerkesztőit annak laptörténete sorolja fel. Ez a jelzés csupán a megfogalmazás eredetét és a szerzői jogokat jelzi, nem szolgál a cikkben szereplő információk forrásmegjelöléseként.

## Külső hivatkozások
- vegvesen.no[halott link]